# Robben Island
Robben Island (afrikaans: Robbeneiland) ist eine Insel in der Tafelbucht im Atlantik etwa zwölf Kilometer vor der südafrikanischen Küstenstadt Kapstadt und 6,9 km vom nächstgelegenen Festlandsabschnitt bei Bloubergstrand entfernt. Die frühere Gefängnisinsel wurde Mitte der 1990er Jahre zu einem Natur- und Nationaldenkmal, das frühere Gefängnisgebäude zu einem Museum umgestaltet. In dem einstigen Gefängnis hatte Nelson Mandela fast zwei Jahrzehnte als Häftling in einer vier Quadratmeter großen Einzelzelle verbracht.

## Geographie
Robben Island misst 3,2 Kilometer in Nord-Süd-Richtung und 1,7 Kilometer von West nach Ost; die Fläche beträgt 507 Hektar. Damit ist sie die größte Insel im Küstenbereich des südafrikanischen Festlandes. Die Insel liegt in der Tafelbucht (Table Bay) westlich des Küstenabschnitts Bloubergstrand und 60 Kilometer nördlich des Kaps der Guten Hoffnung. Höchster Punkt der Insel ist mit 30 Metern der Minto Hill (früher Fire Hill) im Südosten.
Die größte Siedlung befindet sich im Südosten der Insel. 2011 hatte die Insel, die politisch zur City of Cape Town Metropolitan Municipality gehört, 116 Einwohner. Das ehemalige Gefängnis befindet sich im Norden, umgeben von einigen Steinbrüchen. Westlich des Gefängnisbaus liegt ein Flugplatz.
Geologisch gehört die Insel zur Tygerberg-Formation, einem Teil der Malmesbury-Gruppe, die aus dem Proterozoikum bzw. Kambrium stammt.
Der kalte Benguela-Strom aus dem Südatlantik sorgt für gemäßigte Temperaturen des umgebenden Landes und ließ am Meeresgrund und der Steilküste eine bunte Kaltwasser-Flora entstehen. Die Küste von Robben Island ist ein natürlicher Lebensraum für Robben und Brillenpinguine.
Seit dem 1. August 2019 existiert im Umfeld der Insel ein Meeresschutzgebiet, das sich insbesondere in Richtung Westen in den Atlantik ausdehnt. Das Schutzgebiet heißt Robben Island Marine Protected Area und wird vom Nationalpark Tafelberg verwaltet und betreut.

## Geschichte
Robben Island war gut als Gefängnisinsel geeignet, da Fluchtversuche wegen der Entfernung zum Land und der kalten, gefährlichen Strömung praktisch aussichtslos waren und Kapstadt schon früh dicht besiedelt war.
Die Insel wurde schon im 17. Jahrhundert als Sträflingskolonie benutzt. Außerdem wurde in den Steinbrüchen ein gutes Schiefer-Baumaterial (Malmesbury Stone) für das Castle of Good Hope und andere Bauwerke gewonnen. Diesen Stützpunkt bei Kapstadt errichteten die Niederländer im Auftrag der Ostindischen Handelskompanie und zur Versorgung der Schiffe, nachdem sich die Briten gegen eine Kolonie am Kap der Guten Hoffnung entschieden hatten. Der Kaufmann Jan van Riebeeck landete am 6. April 1652 in der Bucht unter dem Tafelberg mit 82 Männern und acht Frauen, die Obst und Gemüse anbauten und gegen Fleisch mit den Einheimischen tauschten. Man internierte auf der Insel Robbeneiland aber schon früh Angehörige der Khoikhoi.
Um 1658 kamen die ersten Malayen als Plantagenarbeiter an. Unter dem Sufi-Imam Shaykh Yusuf (infolge des Aufstands 1694 nach Südafrika deportiert) durfte der Islam am Kap ausgeübt werden. Um 1785 wurde mit Abdullah Qadi Abdussalam, auch unter dem Namen Tuan Guru bekannt, erstmals ein prominenter Muslim auf Robben Island deportiert. In dieser Zeit soll er den Koran auswendig niedergeschrieben haben. Er wurde 1795 Imam der Auwal-Moschee in Bo-Kaap, der ersten Moschee Südafrikas.
Zwischen 1795 und 1806 eroberte das Vereinigte Königreich die Kapkolonie und schaffte 1834 die Sklaverei ab. Den Xhosa wurde Robben Island als Esiquithini bekannt, was in etwa „Auf der Insel“ bedeutet. Der Xhosa-Befehlshaber Makana (auch Makanda Nxele) wurde von den Briten hierhin verbannt, nachdem er 1819 im Zuge der Grenzkriege einen Aufstand gegen die britische Kolonialherrschaft angeführt hatte. Er versuchte, von der Insel zu fliehen, ertrank jedoch, bevor er das Festland erreichen konnte. Auch die Xhosa-Anführer Sandile und Maqoma wurden hier inhaftiert. 1865 wurde nach zahlreichen Schiffbrüchen auf dem damaligen Fire Hill ein 18 Meter hoher Leuchtturm errichtet, der bis heute existiert. Bis in das 20. Jahrhundert hinein befand sich auf der Insel ein Lager für Leprakranke, die hier in isolierten Dörfern lebten. 1895 errichteten Leprakranke mit selbstgebrochenem Schiefer die Church of the Good Shepherd, die ebenfalls heute noch steht. Da viele Pfleger aus Irland kamen, wurde ein Teil der Siedlung Irish Town genannt.
Ab 1939 diente Robben Island als Militärbasis, 1961 wurde es wieder zur Gefangeneninsel. Südafrika internierte hier in der Zeit der Apartheid vor allem politische Gefangene, aber auch Kriminelle. 1991 wurde das Hochsicherheitsgefängnis für politische Gefangene aufgelöst, 1996 auch der Trakt für gewöhnliche Kriminelle. Seit Anfang 1997 ist Robben Island für Besichtigungen freigegeben.

### Apartheid-Gefängnis und „Mandela University“
Mit dem Erstarken der Anti-Apartheid-Bewegung wurde Robben Island zum berüchtigtsten Gefängnis Südafrikas für politische Häftlinge. Bei harter Arbeit im Steinbruch waren sie oft nur unzureichend gekleidet und mussten anfangs auf dünnen Strohmatten auf dem kalten Steinfußboden schlafen.
Zu den Gefangenen gehörten sieben der acht Verurteilten des Rivonia-Prozesses, darunter Nelson Mandela, Walter Sisulu und Ahmed Kathrada, sowie der Vorsitzende des Pan Africanist Congress, Robert Sobukwe, der sechs Jahre im heutigen Robert Sobukwe House in Einzelhaft gehalten wurde. Ab 1969 bestand im Gefängnis die Makana Football Association als eigenständiger, von den Insassen organisierter Fußballverband. Im Jahr 1971 schafften es die Gefangenen nach Streiks und Protesten, humanere Bedingungen durchzusetzen, und durften in der Haft studieren. Den Hauptanteil daran hatte Nelson Mandela, der ANC-Rebellenführer und spätere Friedens-Politiker, der 18 Jahre lang auf Robben Island in Haft war. Er nutzte seine Freizeit für die eigene Fortbildung und rief auch seine Mitgefangenen dazu auf, die den Ort in den 1970er Jahren auch Mandela University nannten. Der erste Teil von Mandelas Memoiren Der lange Weg zur Freiheit entstand hier. Ahmed Kathrada erwarb im Fernstudium vier Bachelor-Grade; Master-Studiengänge wurden ihm verweigert. Er veröffentlichte später seine Tagebuchnotizen und Briefwechsel aus dieser Zeit, die er heimlich aufbewahrt hatte.
Im Jahre 1994 nahm Mandela als erster schwarzer Präsident Südafrikas elf seiner ehemaligen Mithäftlinge von Robben Island in seine Regierung auf. Kathrada leitete bis 2006 das Robben Island Committee, das die Insel als Museum verwaltet.

## Museum
Heute ist Robben Island eine nationale Gedenkstätte, ein vielbesuchtes Museum und seit 1999 auch UNESCO-Welterbe.

## Verkehr
Die Insel ist mehrmals täglich mit Fährschiffen zu erreichen, die von der Victoria & Alfred Waterfront in Kapstadt kommend im Murray’s Bay Harbour an der Ostseite der Insel eintreffen. Der Flugplatz wird nur selten genutzt, etwa für Staatsgäste.

## Auswahl bekannter Gefangener
- Willem Biwa (* 1951), namibischer Politiker
- Jerry Ekandjo (* 1947), namibischer Politiker
- Tuan Guru (1712–1807), islamischer Geistlicher
- Ahmed Kathrada (1929–2017), Politiker
- Mac Maharaj (* 1935), Politiker
- Makana, Xhosa-Anführer
- Nelson Mandela (1918–2013), ehemaliger südafrikanischer Präsident
- Maqoma, Xhosa-Anführer
- Govan Mbeki (1910–2001), Politiker
- Raymond Mhlaba (1920–2005), Politiker
- Andrew Mlangeni (1925–2020), Politiker
- Elias Motsoaledi (1924–1994), Politiker
- Njongonkulu Ndungane (* 1941), Theologe
- John Pandeni (1950–2008), namibischer Politiker
- Sandile, Xhosa-Anführer
- Tokyo Sexwale (* 1953), Politiker und Unternehmer
- Walter Sisulu (1912–2003), Politiker
- Stone Sizani (* 1954), Politiker
- Robert Sobukwe (1924–1978), Freiheitsaktivist
- Ben Ulenga (* 1952), namibischer Politiker
- Andimba Toivo ya Toivo (1924–2017), namibischer Politiker
- Jacob Zuma (* 1942), ehemaliger südafrikanischer Präsident

## Galerie

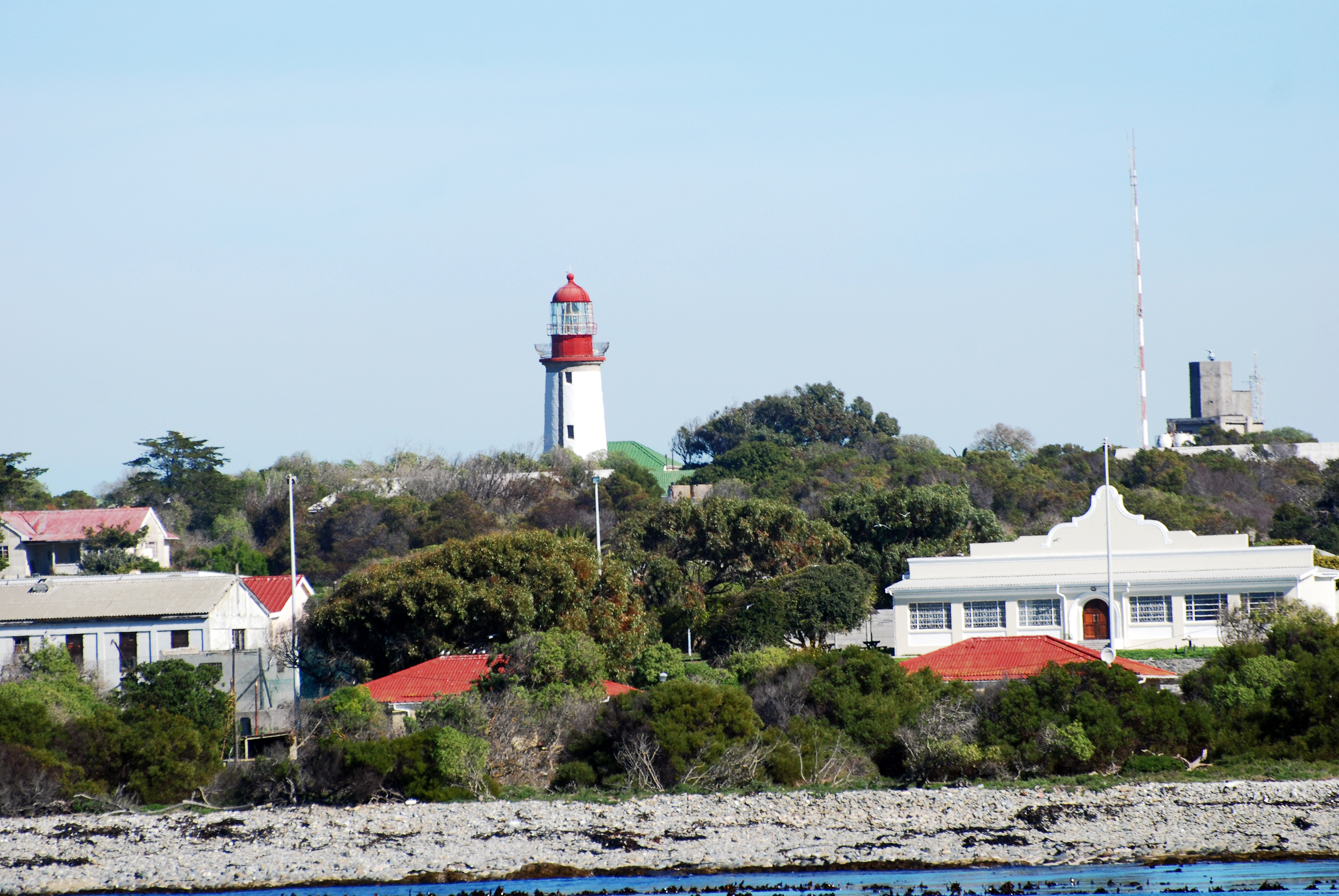
Siedlung mit Leuchtturm
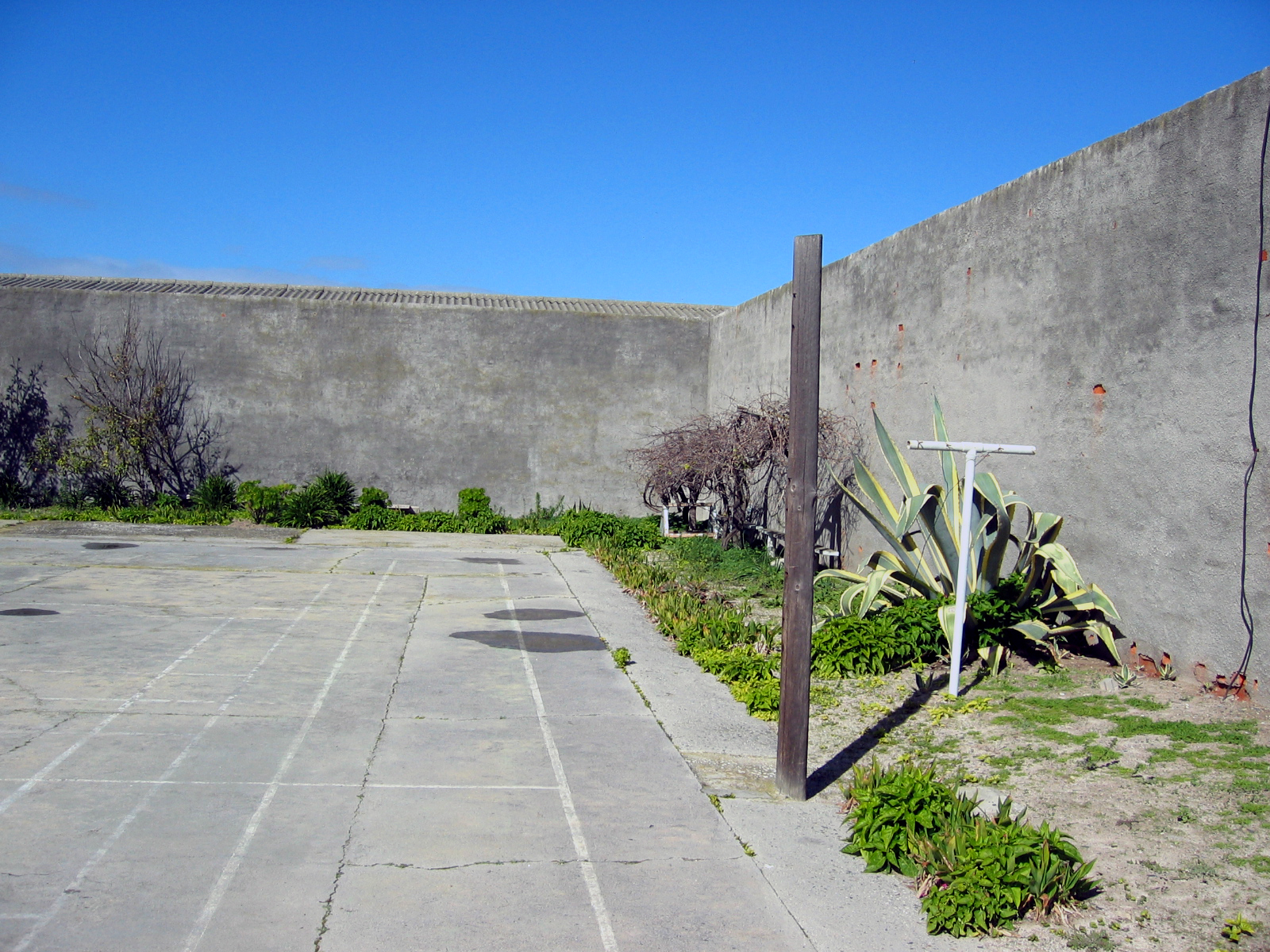
Gefängnishof auf Robben Island
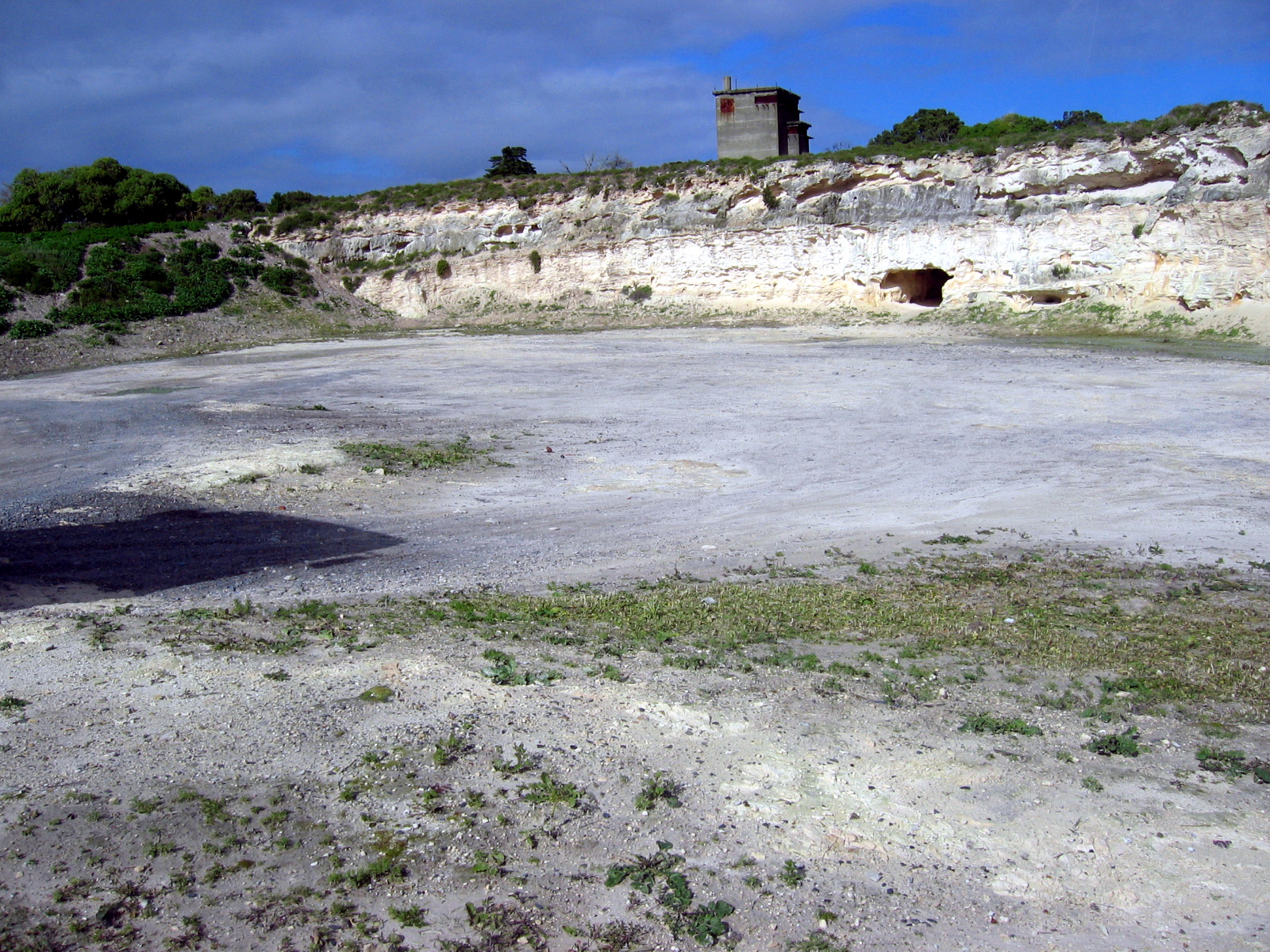
Steinbruch auf Robben Island
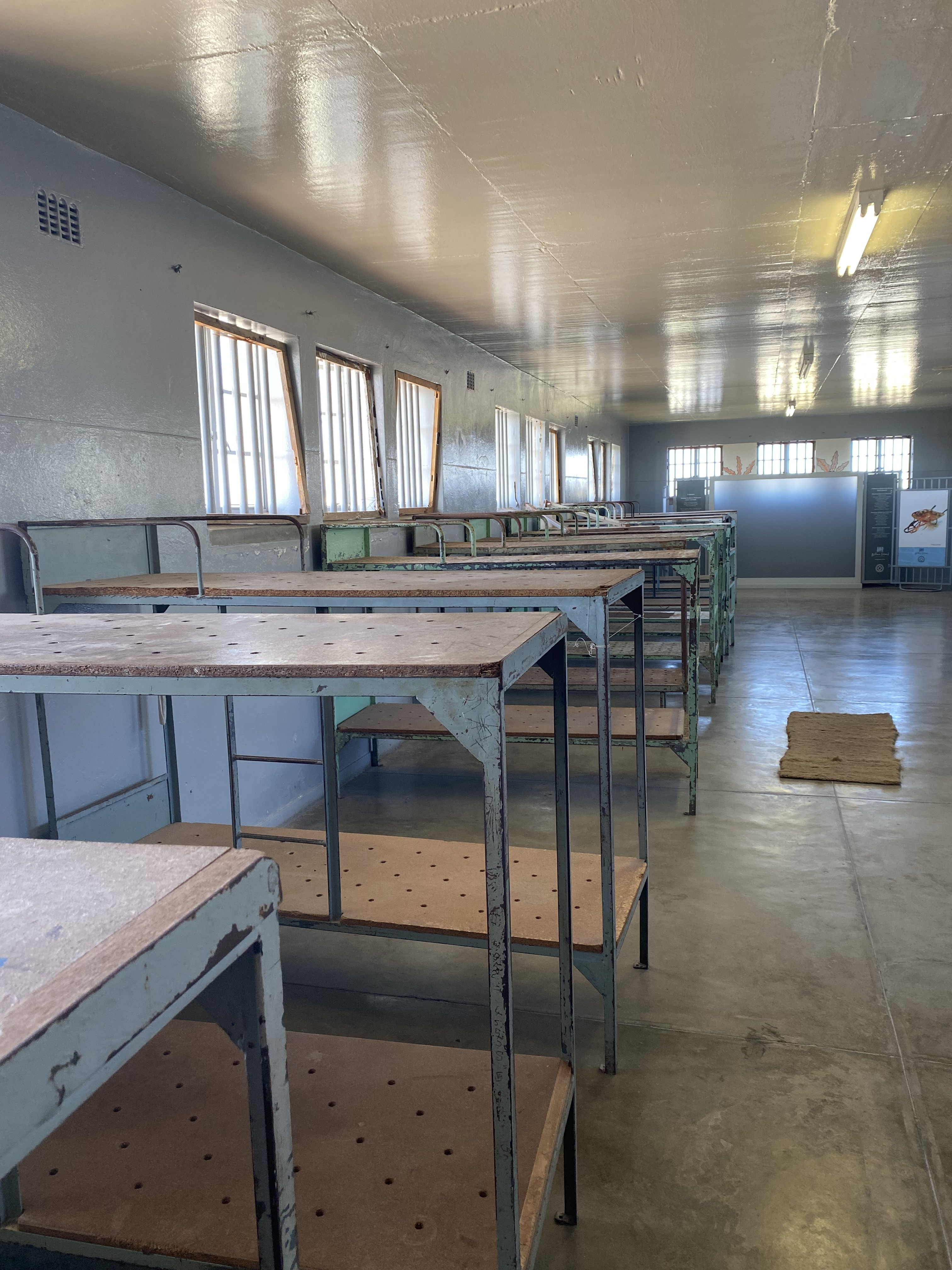
Gruppenzelle im Gefängnis auf Robben Island
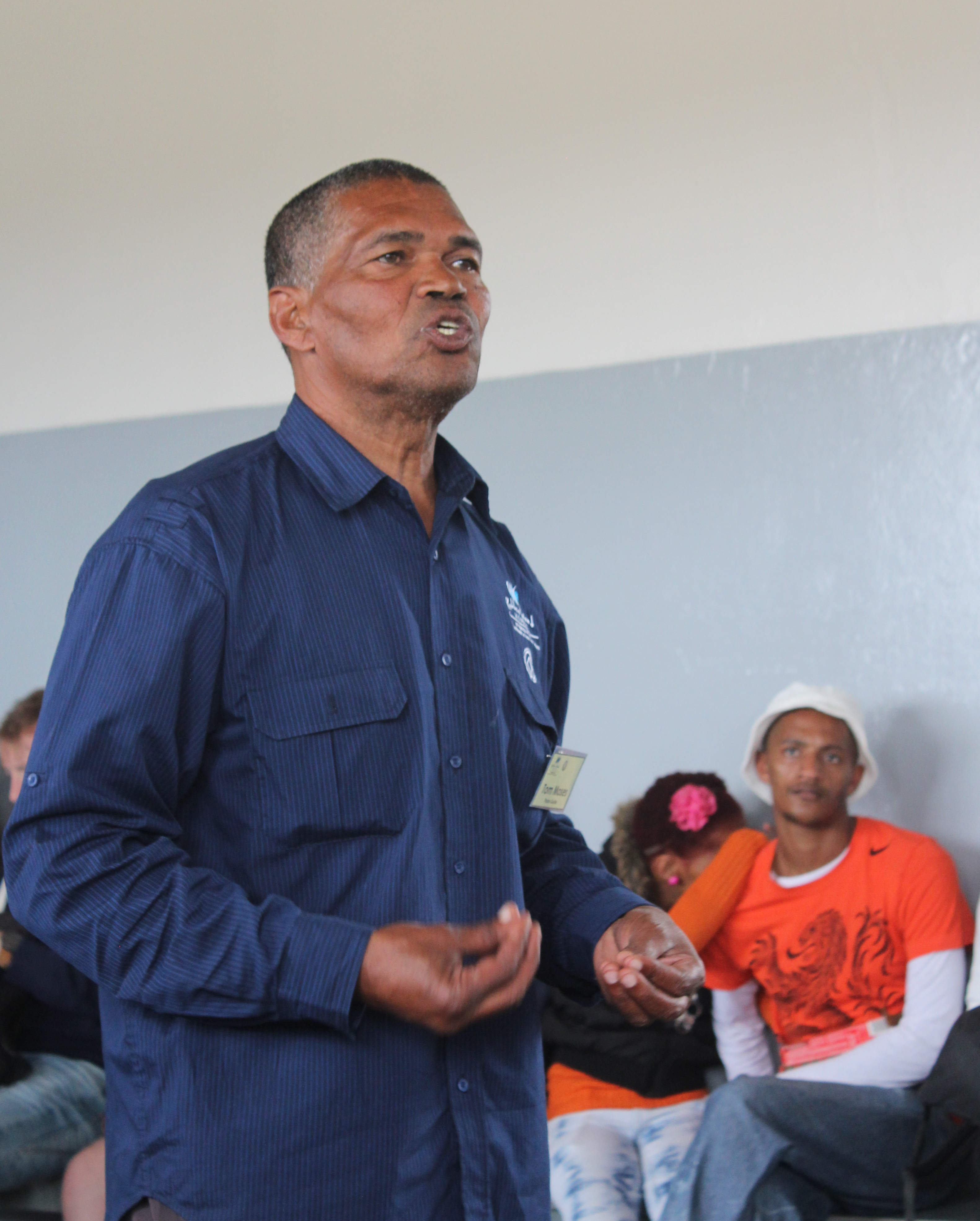
Tom Moses, ehemaliger Häftling auf Robben Island, jetzt (2014) Reiseleiter auf Robben Island